# J.B. Smoove
J.B. Smoove, född 16 december 1965 i Plymouth, North Carolina, är en amerikansk skådespelare.
Smoove har bland annat medverkat i TV-serien Good Times och Curb Your Enthusiasm. Han har även medverkat filmen Spider-Man: No Way Home.

## Filmografi (i urval)
- 2010 – En galen natt
- 2011 – Hall Pass
- 2013 – Movie 43
- 2013 – Smurfarna 2
- 2007–2024 – Curb Your Enthusiasm (TV-serie)
- 2019 – Spider-Man: Far From Home
- 2021 – Spider-Man: No Way Home
- 2024 – Good Times (TV-serie)